# 重灌大碟洛克人Zero·意念
重灌大碟洛克人Zero·意念是將電玩遊戲洛克人Zero 2的遊戲音樂重新混音，加上歌曲灌製而成的唱碟。
副題「意念」暗示眾人對於暗黑精靈、一百年前的「妖精戰爭」及其禍因的認知的序幕。

## 大碟曲目

### 碟一
1. 「標題‧貳」。標題畫面。
2. 「為了無盡之戰‧貳」。故事開場之曲，簡介上集的事件發展。
3. 「起程」。序章關卡「砂之荒漠」之曲。
4. 「衝突‧貳」。中首領戰曲。
5. 「任務戰績‧貳」。關卡完成後的表現總結。
6. 「傳說的X」。四天王及精靈X的主題音樂。
7. 「抗力」。新抵抗軍的主題音樂。
8. 「暫時的平靜」。未有任務進行時之曲。
9. 「研究室」。雪兒房間的主題音樂。
10. 「赤色時刻─二人編輯模式─」。進行通訊對戰時編輯模式中之曲。
11. 「指示」。在司令室內選關之曲。
12. 「砂三角」。關卡「西風森林」和「南風森林」之曲。
13. 「堅定之意志」。首領戰曲。
14. 「臨近的風暴─心亂改編版─」。形勢緊張之曲。
15. 「冰中計算機」。關卡「南極之電腦設施入口」之曲。
16. 「地心吸力」。關卡「動力爐」之曲。
17. 「鉑」。關卡「尼奧‧阿魯卡地亞列車」之曲。
18. 「正義的標記─反抗軍軍歌─（額外音軌）」。依「抗力」曲化成歌，由 Surugadai Club 和唱。
19. 「新阿卡迪亚‧貳」。關卡「新阿卡迪亚居住區」及「新阿卡迪亚神殿前」之曲。
20. 「超力轟炸」。關卡「爆擊機」之曲。
21. 「心亂」。危機預兆之曲。
22. 「四散之闇」。艾爾畢斯離別之曲。

### 碟二
1. 「幸福鳥（額外音軌）」。依「研究室」曲化成歌，由雪兒（田中理惠）主唱。
2. 「冷水」。關卡「南極之電腦設施屋頂」之曲。
3. 「熱情」。關卡「輸送機工場」之曲。
4. 「回想」。關卡「水晶洞窟」及「毀壞的爆擊機」之曲。
5. 「燃燒」。怨怒的艾爾畢斯之主題音樂。
6. 「熔化」。關卡「火之神殿」之曲。
7. 「冷靜者」。關卡「冰之神殿」之曲。
8. 「雲紋陰石」。關卡「風之神殿」之曲。
9. 「哈路比亞」。哈路比亞被艾爾畢斯強制變身之曲。
10. 「傳說之終」。四天王戰敗後之曲。
11. 「銀狼─世界樹─」。關卡「尼奧‧阿魯卡地亞最深部」「天堂」之曲。
12. 「至高無上的統治者」。艾爾畢斯第一型態戰之曲。
13. 「暗黑精靈」。暗黑精靈之主題音樂。
14. 「最後─被罰的願望─」。艾爾畢斯第二型態戰之曲。
15. 「母親的光中」。結局尾場曲。
16. 「覺醒之決心」。製作组列表。
17. 「赤色時刻（額外音軌）」。「赤色時刻─二人編輯模式─」的混音版本。
18. 「苜蓿（額外音軌）」。依「覺醒之決心」曲化成歌，由糸賀徹主唱。

## 外部連結
- （日語）《重灌大碟洛克人Zero·意念》唱片官方網站主頁 （页面存档备份，存于）